# Zune HD
Zune HD — портативний медіа-плеєр сімейства продуктів Zune від Microsoft, випущений 15 вересня 2009, з 16 або 32 Гб вбудованої пам'яті. Пізніше була представлена версія з 64 Гб пам'яті. Плеєр оснащений сенсорним екраном з підтримкою одночасного дотику, а також Wi-Fi для синхронізації, доступу до Zune Marketplace та перегляду вебсторінок.
Zune HD використовує чип Nvidia Tegra APX 2600, що дозволяє програвати 720p відео як на самому пристрої (роздільна здатність відео файлу буде скорочено до 480 х 272 пікселів OLED дисплея плеєра), так і через опціонально доступний HDMI Zune dock на телевізорі високої чіткості.

## Специфікації
Представлені моделі включають версію з 16 Гб пам'яті в чорному корпусі і 32 Гб в сріблястому. Інші кольорові варіації корпусу крім чорного і сріблястого доступні на Zune Originals. Специфікації, представлені на офіційній сторінці Zune HD, такі:
- Матеріал, з якого виготовлений екран: OLED дисплей, вкритий склом
- Діагональ дисплея: 3,3 "
- Роздільна здатність дисплея: 480 х 272 пікселів, із співвідношенням сторін 16: 9
- Управління: сенсорний екран з підтримкою подвійного торкання, вбудований датчик положення в просторі
- Операційна система: Windows CE
- Пам'ять: 16 або 32 Гб флеш-пам'яті
- ЦП та ДП: Nvidia Tegra APX з одним ARM11 і одним ARM7 процесорним ядром і шістьма іншими ядрами для таких завдань, як обробка графіки, відтворення аудіо, відео, а також відео високої чіткості
- Wi-Fi (802.11b / g) з Open, WEP, WPA, і WPA2 режимами аутентифікації і WEP 64-бітним, 128-бітовим, TKIP, і AES режимами шифрування
- Вбудована перезаряджаєма 3.7 V 660 мАч літій-іонна полімерна акумуляторна батарея, що забезпечує тривалість роботи в 33 години відтворення аудіо (Wi-Fi вимкнено), і 8,5 годин відтворення відео[джерело?]
- Розміри: 52.7х102.1х8, 9 мм
- Вага: 74 грама [5]
- Доступ до Zune Marketplace (за допомогою Wi-Fi)
- HD-радіо тюнер
- Підтримка Unicode
- Еквалайзер (тільки вибір із попередньо встановлених налаштувань, функція редагування відсутня)
- Веббраузер (заснований на Internet Explorer Mobile 6 для Windows CE), не відображає кирилицю
- Ігри (також 3D)
- Підтримувані формати аудіо: WMA Standard до 384 кб / с (DRM-захищені файли можуть програватися тільки в тому випадку, якщо були куплені в Zune Marketplace)

WMA Pro стерео до 768 кб / с
WMA Lossless стерео до 768 кб / с
Незахищений AAC — LC (.mp4/.m4a/.m4b) до 320 кб / с
MP3 до 320 кб / с
- Підтримувані формати відео:[джерело?]

DVD-дозвіл[що?] з бітрейтом до 10 Мб / с, CBR або VBR для: H.264, Baseline профіль до рівня 3.1 + підтримка B-frames[джерело?]
WMV Основний і Спрощений профіль, Розширений профіль до Level 2.
відео в 1080i HD дозволі[що?], з бітрейтом до 14 Мб / с, CBR або VBR для описаних вище підтримуваних профілів
MPEG-4 Part 2 Простий профіль з бітрейтом до 4.0 Мб / с
Широкоформатне відео
- виведення зображення у форматі високої чіткості 720p — через HDMI OR Composite (для обох необхідна опціональна док-станція)